# Апостольский викариат Анатолии
Апостольский викариат Анатолии (лат. Vicariatus Apostolicus Anatoliensis) — апостольский викариат Римско-Католической Церкви с центром в городе Искендерун, Турция. Апостольский викариат Анатолии распространяет свою юрисдикцию на восточную часть Турции. Апостольский викариат Анатолии подчиняется непосредственно Святому Престолу. Кафедральным собором апостольского викариата Анатолии является церковь Благовещения Пресвятой Девы Марии в городе Искандерун. В настоящее время кафедра апостольского викариата является вакантной.

## История
13 марта 1845 года Святой Престол учредил апостольский викариат Трапезунда, выделив его из апостольского викариата Константинополя (сегодня — Апостольский викариат Стамбула). Пастырское попечение верующими апостольского викариата Трапезунда было поручено монахам из монашеского ордена капуцинов, которые проживали в Тифлисе, Российская империя. Апостольский викариат Трапезунда распространял свою юрисдикцию на побережье Чёрного моря, центральную и восточную часть Анатолии. 12 сентября 1896 года апостольский викариат Трапезунда был упразднён и его территория была передана обратно апостольскому викариату Константинополя.
20 июня 1936 года Римский папа Пий XI издал бреве Quae ad christiani, которым учредил миссию sui iuris Трапезунда с центром в городе Самсун.
30 ноября 1990 года Конгрегация по делам восточных церквей издала декрет Quo melius, которым преобразовала миссию sui iuris Трапезунда в апостольский викариат Анатолии и перевела кафедру в город Искандерун.

## Ординарии апостольского викариата
- священник Damiano da Viareggio O.F.M.Cap[1] (1845—1852);
- священник Filippo Maria da Bologna O.F.M.Cap (1852—1881);
- священник Eugenio da Modica O.F.M.Cap. (1881 — 12.09.1896);
  - Sede soppressa (1896—1931);
- священник Michele da Capodistria O.F.M.Cap. (1931—1933);
- священник Giovanni da Fivizzano O.F.M.Cap. (9.03.1933 — 1955);
- священник Prospero Germini da Ospitaletto O.F.M.Cap. (1955—1961);
- священник Michele Salardi da Novellara O.F.M.Cap. † (1961—1966);
- священник Giuseppe Germano Bernardini O.F.M.Cap. (19.12.1966 — 22.01.1983) — назначен архиепископом Смирны;
- епископ Ruggero Franceschini O.F.M.Cap. (2.07.1993 — 11.10.2004) — назначен архиепископом Смирны;
- епископ Луиджи Падовезе O.F.M.Cap. (11.10.2004 — 3.06.2010);
  - священник Ruggero Franceschini O.F.M.Cap. (12.10.2010 — по настоящее время) — апостольский администратор.

## Источник
- Annuario Pontificio, Libreria Editrice Vaticana, Città del Vaticano, 2003, стр. 958, ISBN 88-209-7422-3
- Бреве Quae ad christiani, AAS 23 (1931), стр. 402 (лат.)
- Декрет Quo melius, AAS 83 (1991), стр. 151 (лат.)